# Sasvim licno
Sasvim licno es una película documental bosnia de 2005 dirigido por Nedžad Begović. Fue seleccionada como la entrada de Bosnia a la Mejor Película en Lengua Extranjera en los 78.ª Premios de la Academia, pero no fue nominada.

## Reparto
- Naida Begovic como Ella misma
- Nedzad Begovic como El mismo
- Sabrina Begovic Coric como Ella misma